# SimCopter
SimCopter is een in 1996 uitgebracht computerspel van het softwarebedrijf Maxis. Dit was het eerste spel waarin de kunsttaal Simlish te horen was.

## Gameplay
Het spel laat de speler met een helikopter rondvliegen door een virtuele stad om hier reddingsacties uit te voeren en de orde te handhaven. Dit kan variëren van een simpele verkeersopstopping, die kan worden opgelost met het gebruik van een megafoon, tot het blussen van een grote uitslaande brand waarbij meer vaardigheid vereist is. Voor het succesvol uitvoeren van een missie ontvangt de speler geld dat kan hij uitgeven aan upgrades voor de helikopter of een nieuwe helikopter.

## Steden importeren
Het is in dit spel mogelijk om steden die gemaakt zijn in SimCity 2000 te importeren. Het spel genereert vervolgens helikoptermissies in de zelfgemaakte steden.